# Sergio De Gregorio (nuotatore)
Sergio De Gregorio (Roma, 24 febbraio 1946 – Brema, 28 gennaio 1966) è stato un nuotatore italiano, tragicamente perito nel disastro aereo di Brema del 28 gennaio 1966.

## Biografia
Cresciuto nella A.S. Roma Nuoto, ebbe come allenatore Paolo Costoli, uno dei più forti nuotatori italiani a cavallo delle due guerre mondiali. 
Conquistò cinque titoli italiani assoluti nei 200, 400 e 1500 stile libero, il primo dei quali a soli sedici anni. Ha realizzato 16 record italiani di cui otto nelle specialità individuali e vantava 16 presenze con la nazionale italiana. 
De Gregorio gareggiò ai Giochi del Mediterraneo di Napoli 1963 vincendo la medaglia d'argento nella staffetta 4x200 dove nuotò l'ultima frazione giungendo a due soli decimi dalla vittoria finale. Nei 1500 stile libero si classificò sesto.
Alle Olimpiadi di Tokyo del 1964, insieme a Bruno Bianchi, Giovanni Orlando e Pietro Boscaini arrivò ottavo in finale nella staffetta 4x200 stile libero, migliorando in prima frazione il record italiano con 2'03"3. Nei 100 e nei 400 stile libero si fermò alle batterie.
Nel 1965 ottenne il terzo tempo europeo nei 200 m stile libero (2'01"1), ottimo viatico in vista dei Campionati europei che si sarebbero tenuti l'anno dopo a Utrecht. Per questo, nel gennaio 1966, l'importante meeting di Brema con la partecipazione di nuotatori americani, australiani e giapponesi, avrebbe rappresentato il trampolino ideale per una consacrazione internazionale sua e dell'intera squadra nazionale.
Purtroppo la caduta in fase di atterraggio del volo Lufthansa dove erano imbarcati i nuotatori italiani dette luogo alla tragedia aerea di Brema, con il suo carico di lutti. De Gregorio morì a nemmeno venti anni insieme al suo allenatore Paolo Costoli, il compagno di staffetta Bruno Bianchi, e altri cinque atleti della squadra italiana di nuoto, oltre a tutti i passeggeri, compreso il telecronista Nico Sapio e i quattro membri dell'equipaggio.
Al suo nome fu intitolata una delle più forti società italiane degli anni settanta e ottanta, la "Sergio De Gregorio" di Roma, per la quale nuotarono numerosi campioni, tra tutti lo stileliberista e mistista Paolo Revelli.
Sergio De Gregorio è sepolto al Verano (Roma) - Reparto 118, tomba a terra n. 24, insieme con Luciana Massenzi, compagna di squadra, e a Paolo Costoli, allenatore nella A.S.Roma Nuoto e nella Nazionale.
Due nuotatrici non convocate per Brema, Daniela Beneck e Paola Saini (quest'ultima molto legata a De Gregorio), hanno scritto un romanzo, Azzurro, dedicato proprio alle vittime di questa tragedia.